# Transsepte

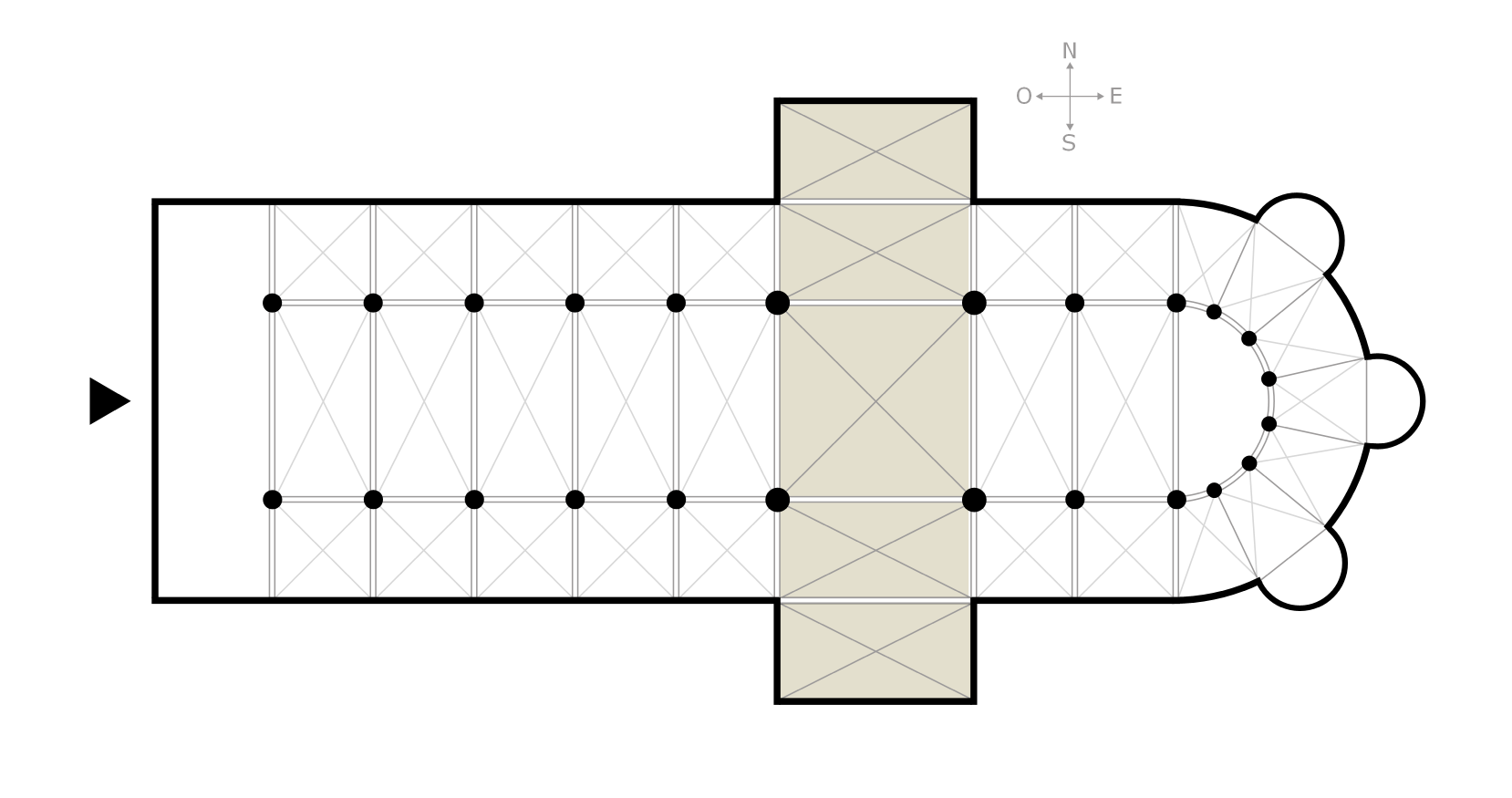
Transsepte

El transsepte (en llatí: transeptum) és, en una església, la nau transversal que creua perpendicularment a la nau central de l'edifici.
El transsepte se situa habitualment entre el presbiteri (o el cor, quan aquest existeix) i la nau o naus longitudinals com a element de separació d'ambdós espais. La seva etimologia així ho expressa, ja que prové de les veus llatines trans i septum ('tanca' o 'barrera'), volent indicar que es tracta d'un obstacle interposat entre els trams de la nau ocupats pels fidels i el presbiteri destinat als clergues. El lloc on es creuen la nau i el transsepte constitueix el creuer. Sobre ell se sol construir el cimbori i la cúpula.
Normalment la longitud del transsepte és superior a l'amplada de les naus, de forma que des de l'exterior es pot apreciar clarament la seva presència (com en la il·lustració de la dreta). Tanmateix, també és habitual que el transsepte sigui de la mateixa longitud que l'amplada de les naus, de manera que no s'aprecia exteriorment, però és evident a l'interior. A l'arquitectura romànica la disposició habitual corresponia a la tipologia de creu llatina, i era de major longitud que l'amplària de la nau, de manera que els braços d'aquell sobresortien lateralment i es manifestaven a l'exterior. Posteriorment es va tendir a igualar la longitud del transsepte i l'amplària global de les naus, de manera que va deixar d'apreciar-se exteriorment la seva existència, encara que en l'interior fos palès.